# Grb Armenije
Grb Armenije se sastoji od orla i lava koji stoje uz štit. Kombinacija je starih i novih simbola. Orao i lav su drevni armenski simboli koji vode podrijetlo još od prvih armenskih kraljevstava, i onih prije Krista.
Sam štit se sastoji od više komponenata. U središtu je prikaz planine Ararat gdje je po mitu Noina arka pristala na obalu poslije potopa. Oko ovog središnjeg simbola su simboli armenskih dinastija. Dolje lijevo je simbol dinastije Artaksijada, koja je vladala u 1. stoljeću pr. Kr. Dolje lijevo je simbol dinastije Bagratida, koji su vladali tijekom srednjog vijeka, u periodu od 7. do 11. stoljeća. Ovu dinastiju su uništili bizantski i napadi Seldžuka u 11. stoljeću. Gore desno je simbol dinastije koja je uvela kršćanstvo u Armeniju, dinastije Arsakida, koji su vladali od 1. stoljeća do 428. godine. Dolje desno je simbol Rulenida, dinastije koja je zaslužna za veliki rast i prosperitet Male Armenije ili Cilicije tijekom 12. i 13. stoljeća. Uništili su je Mameluci i Turci.
Od tada je Armenija bila pod stranom vlašću, sve do 1918. kada je doživjela period kratke neovisnosti. Ovaj grb potječe iz tog perioda, a mač na dnu je važan element jer označava kidanje lanaca strane vlasti i želje za obranom Armenije.